# セント・ヴィンセント級戦艦
| セント・ヴィンセント級戦艦         | セント・ヴィンセント級戦艦 |
| ---------------------------------- | --- |
| 竣工当時の「セント・ヴィンセント」 | |
| 艦級概観                           | |
| 艦種                               | 戦艦 |
| 艦名                               | |
| 前級                               | ベレロフォン級 |
| 次級                               | ネプチューン |
| 性能諸元                           | |
| 排水量                             | 基準：19,560トン 満載：23,030トン |
| 全長                               | 163.4m |
| 全幅                               | 25.6m |
| 吃水                               | 8.5m |
| 機関                               | バブコック・アンド・ウィルコックス式 （コリンウッドはヤーロー式） 石炭・重油混焼水管缶18基 +パーソンズ式直結タービン（低速・高速）2組4軸推進                                                                                                  |
| 最大出力                           | 24,500hp |
| 最大速力                           | 21ノット |
| 航続距離                           | 10ノット/6,900海里 |
| 燃料                               | 石炭：2,800トン 重油：940トン |
| 乗員                               | 718名 |
| 兵装                               | 30.5cm（50口径）連装砲5基 10.2cm（50口径）単装速射砲20基 4.7cm礼砲4基 45.7cm水中魚雷発射管単装3基 |
| 装甲                               | 舷側：178～250mm（主装甲部）、102～203mm（弾薬庫） 甲板：102mm（主甲板） 砲塔：279mm（前楯）、203mm（側盾・後盾）、76mm（天蓋） バーベット：229mm（甲板上部）、127mm（甲板下部） 司令塔：279mm（側盾前部）、203mm（側盾・後盾）、76mm（天蓋） |

セント・ヴィンセント級戦艦（セント・ヴィンセントきゅうせんかん、英:St. Vincent class battleship）は、イギリス海軍がベレロフォン級に続いて就役させた弩級戦艦の艦級。

## 概要
「ドレッドノート」の就役が世界に衝撃をもたらしている最中、イギリスはさらなる戦力拡張のために1900年度計画に「ベレロフォン級」3隻の弩級戦艦が建造され、その改良型として1908年計画において改良型3隻の建造が議会に承認された。これがセント・ヴィンセント級である。主砲の大きさは30.5cm（12インチ）砲で変わらず、その代わりに砲身長を45口径から伸ばした50口径として射程距離の延伸と威力の増大を図った。砲身延長に伴い砲塔重量が増した分、全長を長くして排水量を若干増大させたおかげで副砲を4門増設できた。しかし、砲身長の増大は幾つかの厄介な問題を引き起こした。砲身が傷みやすくなり、散布界が増大して命中率が下がってしまったのである。このような問題があったものの、主力艦として第一次世界大戦ではユトランド沖海戦に投入されている。

## 艦形

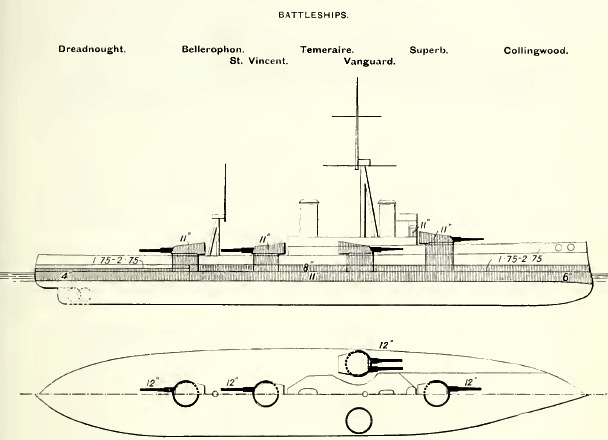
本級の武装配置図

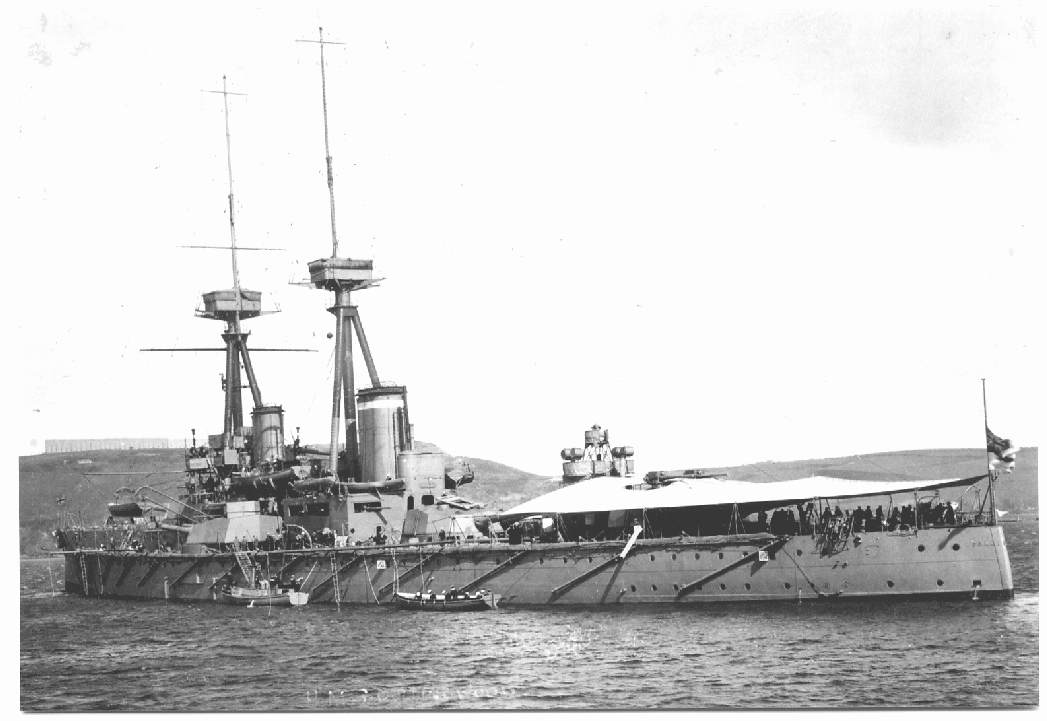
写真は本級「コリンウッド」。主砲塔よりも高所に副砲を配置したために射界が増した。

セント・ヴィンセント級は、5基の水圧駆動式連装主砲塔に10門のBL（breech-loading、後装式）12インチ（30.5 cm） Mark XI砲を装備していた。中央線砲塔は前から順に「A」（1番主砲塔）、「X」（4番主砲塔）、「Y」（5番主砲塔）と命名され、左舷と右舷の主砲塔はそれぞれ「P」（2番主砲塔）、「Q」（3番主砲塔）と命名された。
本級の船体形状は、前艦に引き続き高い乾舷を持つ長船首楼型船体であり、外洋での凌波性は良好であった。艦首から前向きに連装タイプの1番主砲塔1基を配置し、そこから甲板よりも一段高められた上部構造物の上に艦橋構造が配置される。艦橋は下部に司令塔を持つ箱型に簡略化されており、この背後に頂上部に見張り所を持つ三脚型の前部マストが立つ。
上部構造物は2本煙突を両側から挟み込むように、舷側甲板上に2番・3番主砲塔を片舷1基ずつの2基を配置するため、中央部側面が大きく凹まされていた。この主砲配置のため、従来艦と異なり、艦載艇は煙突の周囲の限られたスペースに配置せざるを得なくなった。艦載艇は、三脚檣の主檣の基部に設けられたボート・ダビットで運用された。
2番煙突から後方で上部構造物は終了し、その下から後部甲板が始まる。後部甲板上に後ろ向きで4番・5番主砲塔が後部マストと後部見張り所を挟んで等間隔に2基配置された。
セント・ヴィンセント級の副砲は、20門の50口径BL4インチ（10.2 cm） Mark VII砲で構成されていた。これらの砲のペアは、4番主砲塔を除く、1番、2番、3番、5番、主砲塔の天蓋上の非シールドマウントに設置され、他の12門は、上部構造物の前甲板レベルのシングルマウントに配置された。 
本級は主砲塔上に副砲を配置した最後のクラスとなった。

## 武装

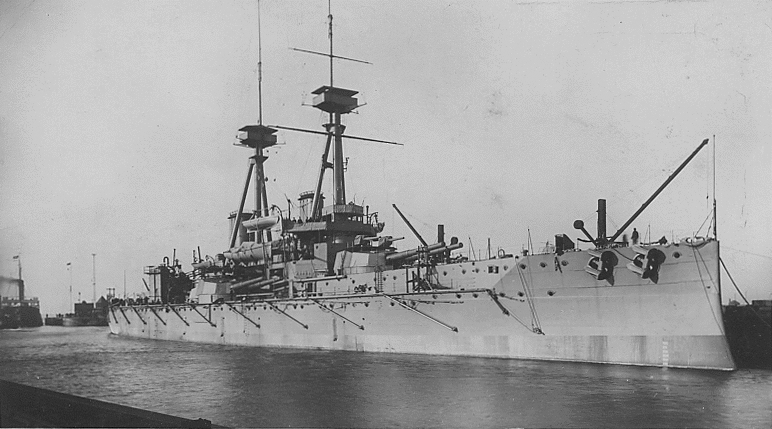
写真は本級「ヴァンガード」。主砲は最新の50口径砲を採用したが主砲塔配置は変更されなかった。

### 主砲
前級のベレロフォン級とは異なり、本級の主砲は「1910年型 Mark XI 30.5cm（50口径）砲」を採用している。その性能は砲口初速869 m/s、重量386 kgの砲弾を最大仰角15度で19,380 mまで到達し、射程9,140 mで舷側装甲284 mmを貫通する能力を持っていた。砲身の上下は仰角15度・俯角3度で、旋回角度は単体首尾線方向を0度として1番・2番・3番・5番砲塔は左右150度であったが、4番砲塔は150度の旋回角のうち後部艦橋を避けるため後方0度から左右30度の間が死角となっていた。発射速度は毎分1.5発程度であった。
この長砲身化はあまり成功せず、高初速化したために砲口がブレて散布界が増大して命中率が下がった。また、砲身の命数が落ちて低寿命となってしまった。

### 副砲、その他備砲、雷装
本級の副武装は「1910年型 Mark VII 10.2 cm（40口径）速射砲」を採用した。その性能は14.1 kgの砲弾を、最大仰角20度で8,780 mまで届かせられた。砲身の俯仰・砲塔の旋回・砲弾の揚弾・装填は主に人力を必要とした。砲身の上下角度は仰角20度・俯角10度で旋回角度は360度であった。発射速度は1分間に10発であった。
4.7 cm礼砲も4門搭載されていた。
他に、対艦攻撃用に、45.7 cm水中魚雷発射管3門を装備していた。各舷側に1つずつ、艦尾にもう1つあり、9本の魚雷が装備されていた。

## 防御
本級は「ベレロフォン級」の改良型であるが、新型砲塔で武装重量が増したために、防御重量はさらに削減されて舷側防御は250 mmへと、バーベットの装甲厚を254 mmから229 mmへと減少して防御力が落ちた。

浮いた重量で前後の火薬庫の側壁に装甲を追加して対魚雷防御とした点が改良点である。また、甲板防御を76mmから102mmへと強化した。

## 艦歴
大戦中の1917年に「ヴァンガード」は爆発事故で失われた。残りの2艦は1922年に退役して売却され、スクラップとなった。

## 艦名
- セント・ヴィンセント

ポーツマス造船所で1907年12月30日に起工、1908年9月10日に進水、1909年5月に就役。1921年3月に除籍後、解体処分。
- コリンウッド

デヴォンポート造船所で1907年2月3日に起工、1908年11月7日に進水、1910年4月に就役。1922年12月に除籍後、解体処分。
- ヴァンガード

ヴィッカーズ社ベロー造船所で1908年4月2日に起工、1909年2月22日に進水、1910年2月に就役。1917年7月9日にスカパ・フローにて火薬庫の爆発により喪失。

## 参考図書
- 「世界の艦船増刊第22集　近代戦艦史」(海人社)
- 「世界の艦船増刊第83集　近代戦艦史」(海人社)
- 「世界の艦船増刊第80集　航空母艦全史」(海人社)